# Dylan Teves
Dylan Harvey Aluli Teves (Honolulu, 14 maggio 2000) è un calciatore statunitense, di ruolo centrocampista, svincolato.

## Carriera
Teves è cresciuto nel settore giovanile del Seattle Sounders, con cui dal 2017 al 2018 ha giocato in United Soccer League con la squadra riserve. Nel 2018 si è iscritto all'Università del Washington dove ha giocato con la selezione locale dei Washington Huskies in NCAA.
L'11 gennaio 2021 ha firmato un contratto professionistico con il Seattle Sounders ed è stato assegnato alla propria squadra affiliata in MLS Next Pro, i Tacoma Defiance. Ha debuttato il 27 marzo 2022 contro i Real Monarchs, segnando al contempo il suo primo gol nel calcio professionistico. Il 12 maggio seguente ha esordito in prima squadra contro il S.J. Earthquakes in US Open Cup. Il 15 giugno ha debuttato in MLS contro il Vancouver Whitecaps ed il 3 luglio ha segnato il suo primo gol nella massima divisione statunitense nel successo per 2-0 contro il Toronto FC.

## Statistiche

### Presenze e reti nei club
Statistiche aggiornate al 14 luglio 2024.
| Stagione        | Squadra            | Campionato      | Campionato | Campionato | Coppe nazionali | Coppe nazionali | Coppe nazionali | Coppe continentali | Coppe continentali | Coppe continentali | Altre coppe | Altre coppe | Altre coppe | Totale | Totale | Totale |
| Stagione        | Squadra            | Comp            | Pres       | Reti       | Comp            | Pres            | Reti            | Comp               | Pres               | Reti               | Comp        | Pres        | Reti        | Pres   | Reti   |        |
| --------------- | ------------------ | --------------- | ---------- | ---------- | --------------- | --------------- | --------------- | ------------------ | ------------------ | ------------------ | ----------- | ----------- | ----------- | ------ | ------ | ------ |
| 2017            | Seattle Sounders 2 | USL             | 2          | 0          |                 | -               | -               |                    | -                  | -                  |             | -           | -           | 2      | 0      |        |
| 2018            | Seattle Sounders 2 | USL             | 10         | 0          |                 | -               | -               |                    | -                  | -                  |             | -           | -           | 10     | 0      |        |
| 2022            | Tacoma Defiance    | MNP             | 15         | 4          |                 | -               | -               |                    | -                  | -                  |             | -           | -           | 15     | 4      |        |
| 2023            | Tacoma Defiance    | MNP             | 8          | 4          |                 | -               | -               |                    | -                  | -                  |             | -           | -           | 8      | 4      |        |
| 2024            | Tacoma Defiance    | MNP             | 4          | 1          |                 | -               | -               |                    | -                  | -                  |             | -           | -           | 4      | 1      |        |
| 2022            | Seattle Sounders   | MLS             | 6          | 1          | USCup           | 1               | 0               | CCL                | 0                  | 0                  | Cmc         | 0           | 0           | 7      | 1      |        |
| 2023            | Seattle Sounders   | MLS             | 13         | 0          | USCup           | 2               | 0               |                    | -                  | -                  | LC          | 1           | 0           | 16     | 0      |        |
| 2024            | Seattle Sounders   | MLS             | 6          | 1          | USCup           | 2               | 0               |                    | -                  | -                  | LC          | 0           | 0           | 8      | 1      |        |
| Totale carriera | Totale carriera    | Totale carriera | 64         | 11         |                 | 5               | 0               |                    | 0                  | 0                  |             | 1           | 0           | 70     | 11     |        |